# Казки Віденського лісу
Казки Віденського лісу (нім. Geschichten aus dem Wienerwald, в оригіналі розмовна вимова G'schichten) — назва вальсу Йоганна Штрауса-сина, op. 325, написаного в 1868 році.

## Особливості
Це один із найдовших вальсів і один із шести вальсів Штрауса, де звучить цитра. У партитурі виразно помітні фольклорні мотиви (зокрема, лендлер).

## Відображення в культурі
Назву «Казки Віденського лісу» має також популярна п'єса Едена фон Хорвата (1931), а також кілька фільмів, поставлених за цією п'єсою.

## Переклад українською
Українська поетеса і перекладачка Тетяна Череп-Пероганич переклала з російської цей інструментальний твір для голосу (слова С. Степанової) з концертно-камерного репертуару Євгенії Мірошниченко. Цей переклад увійшов до видання «Душа — се конвалія ніжна…», що вийшло друком в 2021.